# Martes
Martes je rod svrstan u potporodicu Mustelinae unutar porodice Mustelidae. To su vitke, okretne životinje, prilagođene životu u tajgama, a pronalazi ih se u crnogoričnim i sjevernim bjelogoričnim šumama diljem sjeverne polutke. Imaju kitnjast rep i velike šape s kandžama koje se mogu djelomično uvući. Boja krzna razlikuje se kod svake vrste, od žućkastog do tamnosmeđeg te u većini slučajeva veoma je cijenjeno od strane krivolovaca. Ove su životinje zvijeri i povezane su s gorskim kunama, američkim vidricama i lasicama. Njihova prehrana uključuje vjeverice, miševe, zečeve, ptice, kukce i jaja, a pojest će i voće i lješnjake kada su im dostupni.
Samotne su životinje, susrećući se s pripadnicima svoje vrste samo tijekom sezone parenja u kasno proljeće ili rano ljeto. U rano proljeće koti se i do petero slijepih i gotovo golih mladunaca. Sisaju mlijeko do drugog mjeseca svoga života te napuštaju majku i postaju samostalni s navršenih tri do četiri mjeseca života.
Nedavna DNK istraživanja pokazala su kako je rod Martes zapravo polifiletičan, smještajući vrste Martes pennanti i Martes americana izvan roda i povezujući ih s rodovima Eira i Gulo, stvarajući granu novog svijeta. Rod se prvenstveno razvio prije sedam milijuna godina, tijekom pliocena.

## Vrste
- američka kuna, Martes americana
- žutogrla kuna, Martes flavigula
- kuna bjelica, Martes foina
- istočna kuna, Martes gwatkinsii
- kuna zlatica, Martes martes
- japanska kuna, Martes melampus
- kuna ribolovac, Martes pennanti
- samur, Martes zibellina

## Drugi projekti
|  | Zajednički poslužitelj ima još gradiva o temi Martes |
|  | Wikivrste imaju podatke o taksonu rodu Martes        |